# Куп Мађарске у фудбалу 1943/44.
Куп Мађарске у фудбалу 1943/44. (мађ. 1943–1944-es magyar labdarúgókupa) је било 21. издање серије, на којој је екипа ФК Ференцвароша тријумфовала по 9. пут. 

## Четвртфинале
| 1. екипа       | Резултат | 2. екипа       |
| -------------- | -------- | -------------- |
| ФК Коложвар    | 4 : 3    | ФК Бањас Дорог |
| ФК Чепел       | 3 : 2    | НАК Нови Сад   |
| ФК Ференцварош | 1 : 0    | ДиМАВАГ ШК     |
| ФК Ујпешт      | 3 : 2    | ФК Гама        |

## Полуфинале
| 1. екипа       | Резултат | 2. екипа    |
| -------------- | -------- | ----------- |
| ФК Чепел       | 0 : 1    | ФК Коложвар |
| ФК Ференцварош | 5 : 2    | ФК Ујпешт   |

## Финале
| ФК Ференцварош     | 2 : 2    | ФК Коложвар            |
| ------------------ | -------- | ---------------------- |
| Бела Оноди 6’, 52’ | Извештај | Ласло Боњхади 53’, 72’ |

### Разигравање
| ФК Ференцварош                         | 3 : 1  | ФК Коложвар      |
| -------------------------------------- | ------ | ---------------- |
| Ђерђ Шароши 51’ · Вилим Шипош 57’, 89’ | Report | Ласло Боњхади 1’ |